# 池田忠義
池田 忠義（いけだ ただよし、慶長17年（1612年）- 寛文12年（1672年））は、江戸時代初期の備前岡山藩番頭。
父は池田由之。母は側室。兄弟は備前岡山藩家老池田由成、阿波徳島藩家老蜂須賀玄寅、因幡鳥取藩家老池田之政。子は池田義陣。通称数馬。
慶長17年（1612年）8月30日、岡山に池田家家老池田由之の三男として生まれる。池田光政に仕えて寛永16年（1639年）知行1,000石、番頭となる。寛文12年（1672年）、上京の途中に兵庫で没した。享年61。家督は義陣、直義、義録、忠利、義路、義晴、義之、義直と受け継がれて明治を迎えた。